# Баєнбурзький замок
Баєнбурзький замок (нім. Burg Beyenburg) — історичний замок-фортеця в долині річки Вуппер в Баєнбурзі (адміністративна частина міста Вупперталь).

## Розташування
Замок розташовувався на перешийку меандру річки Вуппер поруч з монастирем Штайнхаус. Це дозволяло контролювати й охороняти місцевість всередині меандри, заселеною селянами й рибалками. Крім того, таке положення було дуже вдалим стратегічно, бо замок одночасно охороняв важливий прикордонний міст через річку Вуппер (межа між землями графств Марк і Берг), що знаходився в кілометрі від нього.

## Історія

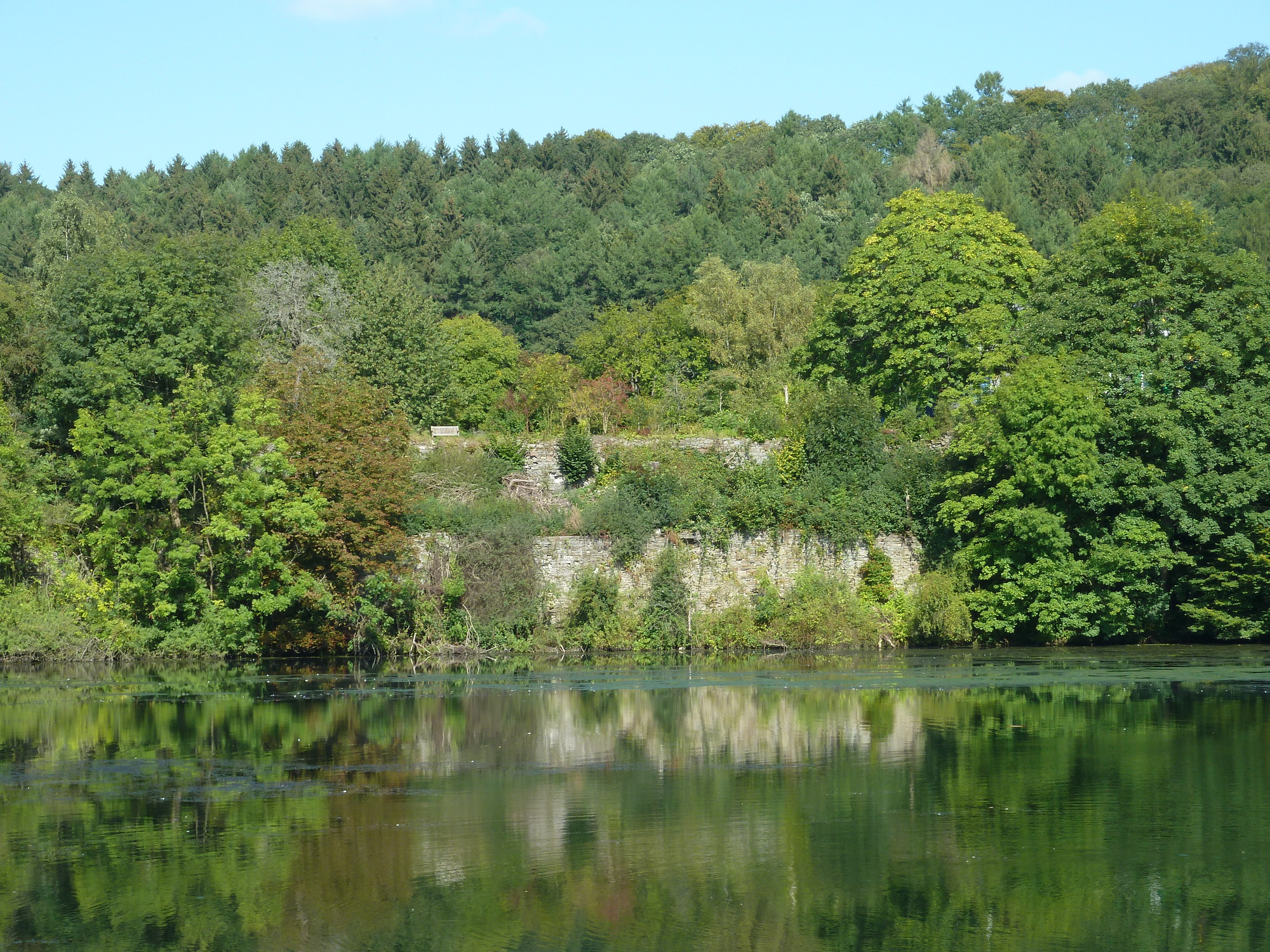
Вид на руїни замку

Документально Баєнбург був вперше згаданий в 1336 році. Історичні та археологічні джерела не дають підстав вважати датою заснування замку саме 1336 рік. Замок було побудовано або в XIV столітті, або раніше, але в іншому місці, по сусідству. Останнє припущення напрошується через виключно вигідне стратегічне положення на кордоні між графствами й на важливій торговельній та паломницькій дорозі Кельн-Дортмунд. 
Спочатку замок служив графам Берг, а потім герцогам Юліх-Берг як проміжна резиденція при переміщенні графа (герцога), його сім'ї тощо. Дуже часто замок відвідували в XV столітті, оскільки Баєнбург був одним з адміністративних центрів герцогства Юліх-Берг.
Замок був повністю зруйнований під час Тридцятилітньої війни (1642 або 1646 рік).
Нині від замку залишилася тільки рівна не забудована галявина над річкою Вуппер, укріплена двома цегляними кладками опорних стін. Територія колишнього замку знаходиться в приватному володінні.
22 листопада 2004 року це місце визнано історичною пам'яткою та охороняється законом.